# Seawaymax
Con il termine Seawaymax si intendono quelle navi che per le loro dimensioni possono transitare nelle chiuse del St. Lawrence Seaway, un sistema di canali che dalla regione dei Grandi Laghi permette di raggiungere l'Oceano Atlantico.
Le dimensioni di queste navi sono: lunghezza massima 226 m (740 ft), larghezza 24 m (72 ft) e pescaggio di 7,9 m (26 ft).